# NGC 4823
NGC 4823 este o galaxie lenticulară situată în constelația Fecioara. A fost descoperită în 1882 de către Ernst Wilhelm Tempel. Se află la o distanță de 92,04 de megaparseci de Pământ.